# Jack Rickard
Jack Rickard (8 de març de 1922 - 22 de juliol de 1983) va ser un il·lustrador nord-americà per a nombroses campanyes publicitàries i diverses tires còmiques, però va ser conegut com un col·laborador clau a Mad durant més de dues dècades. L'obra d'art de Rickard va aparèixer en més de 175 números Mad, incloses 35 portades; també va il·lustrar setze portades en tapa rústica de Mad.
Després d'assistir al Rochester Institute of Technology amb una beca d'art, Rickard va fer art comercial per a Chaite Studios a la dècada de 1950. Va il·lustrar portades per a "revistes masculines" com "Adventure" i "True Detective", va col·laborar a Charlton Comics i va treballar com a assistent a la tira còmica Li'l Abner. Poc després, es va convertir en un puntal en el camp de la publicitat, on la seva obra va cridar l'atenció dels editors de Mad. Va començar a il·lustrar per a la revista d'humor l'any 1961 i va romandre habitual fins a la seva mort a causa del càncer 22 anys després.

## Tires còmiques
Entre 1966 i 1967, va col·laborar amb Mell Lazarus en una tira còmica de diaris, Pauline McPeril (també coneguda com The Adventures of Pauline McPeril) per a Publishers-Hall Syndicate. Lazarus va utilitzar el pseudònim "Fulton" en aquesta tira, que va seguir les desventures de l'agent secret McPeril.

## Mad
L'editor de Mad Nick Meglin va comentar: "Penso en tots els artistes que hem tingut, el que més trobem a faltar és Jack. Jack tenia tants estils, un domini tan total de totes les tècniques. Era especialment útil quan volíem que alguna cosa tingués un aspecte 3D real i arrodonit". Després que Norman Mingo es va semijubilar el 1976, Rickard es va convertir en l'artista principal de portada de Mad fins a la seva mort set anys més tard.
També va il·lustrar els llibres de butxaca originals de Mad, incloent Mad About Sports (1972) de Frank Jacobs. Alguns dels seus treballs Mad es van reimprimir a Dazed and Confused: Teenage Nostalgia de Richard Linklater. Instant and Cool 70's Memorabilia (MCA, 1993), una relació amb la pel·lícula de Linklater de 1993, Dazed and Confused.

## Cartells de pel·lícules
L'estil de Rickard era demanat per a les obres d'art i cartells promocionals de pel·lícules. Entre els seus nombrosos encàrrecs, va crear el cartell de dues pel·lícules de Sidney Poitier, Uptown Saturday Night i Let's Do It Again, i de dues pel·lícules de Peter Sellers, la pel·lícula de 1963 La Pantera Rosa i la pel·lícula de 1974 Soft Beds, Hard Battles (també coneguda com Party for Hitler i Undercovers Hero). Rickard va il·lustrar tant el pòster de la pel·lícula original de Bob, Carol, Ted i Alice com la seva paròdia a la portada de Mad núm. 137.